# Pereval Nizkij
Pereval Nizkij (englische Transliteration von russisch Перевал Низкий Perewal Niski, deutsch ‚Niedriger Pass‘) ist ein Gebirgspass in den Prince Charles Mountains des ostantarktischen Mac-Robertson-Lands. Er liegt auf der Nordostseite des Mount Rymill.
Russische Wissenschaftler benannten ihn.